# Lipnički Šor
Lipnički Šor (Servisch cyrillisch Липнички Шор) is een plaats in de Servische gemeente Loznica. De plaats telt 2673 inwoners (2002).